# Зибери, Насер
Насер Зибери (род. 1961, Ласкарци, Скопье, СФРЮ) — македонский политик. Депутат Собрания Македонии в 1991—2002 гг. Министр труда и социальной политики и вице-премьер в 1996—1998 гг.

## Биография
Родился в 1961 году в Ласкарци в общине Сарай в столице Скопье.
Окончил юридический факультет Университета Святых Кирилла и Мефодия в Скопье. Работал журналистом в ежедневной газете на албанском языке «Флака е влазеримит» (Flaka e vlazerimit).
В 1990—1994 гг. — председатель отделения Партии демократического процветания (ПДП) в общине Карпош в Скопье. В 1994—1998 гг. — генеральный секретарь Партия демократического процветания.
На парламентских выборах 1990 года избран депутатом Собрания Македонии от Партии демократического процветания (ПДП). Переизбран на выборах 1994 года и 1998 года. Был координатором парламентской группы.
Министр труда и социальной политики и вице-премьер с 28 февраля 1996 года по 30 ноября 1998 года.
После ухода из политики работал нотариусом.
Македонский албанец. Албанская партия Демократический союз за интеграцию (ДУИ) на парламентских выборах 15 июля 2020 года выдвинула Насера Зибери кандидатом в премьеры, набрала 11,3% голосов и получила 15 мест.
Живёт в Ласкарци.
Владеет французским языком.